# Westoverledingen
Westoverledingen é um município da Alemanha localizado no distrito de Leer, estado de Baixa Saxônia.